# Ortigosa de Pestaño
Ortigosa de Pestaño település Spanyolországban, Segovia tartományban. Ortigosa de Pestaño Santa María la Real de Nieva, Nieva és Domingo García községekkel határos. Lakosainak száma 53 fő (2024).

## Népesség
A település népessége az elmúlt években az alábbi módon változott:
| Lakosok száma | 78   | 104  | 116  | 105  | 100  | 82   | 59   | 55   | 46   | 53   |
|               | 2001 | 2004 | 2007 | 2009 | 2012 | 2014 | 2017 | 2019 | 2022 | 2024 |